# さくら市立氏家中学校
さくら市立氏家中学校（さくらしりつ うじいえちゅうがっこう）は、栃木県さくら市氏家にある公立中学校。

## 概要
通称は「氏中（うじちゅう）」。各学年とも10学級で、全校生徒は1000人を超える大規模校である。

## 部活動
運動部
- 陸上競技部
- テニス部
- 野球部
- サッカー部
- 水泳部
- 剣道部
- 柔道部
- 卓球部
- 弓道部
- バスケットボール部
- バレーボール部
- ソフトボール部
- 体操競技部
- 駅伝部（臨時）

文化部
- 吹奏楽部
- 合唱部
- 美術部
- 報道部
- 書道部
- 手芸部
- 科学部

## 通学区域
さくら市立氏家小学校・押上小学校・熟田小学校・上松山小学校・南小学校の通学区域に相当する。